# Millettia duchesnei
Millettia duchesnei är en ärtväxtart som beskrevs av De Wild. Millettia duchesnei ingår i släktet Millettia och familjen ärtväxter. Inga underarter finns listade i Catalogue of Life.